# Château des Laurets

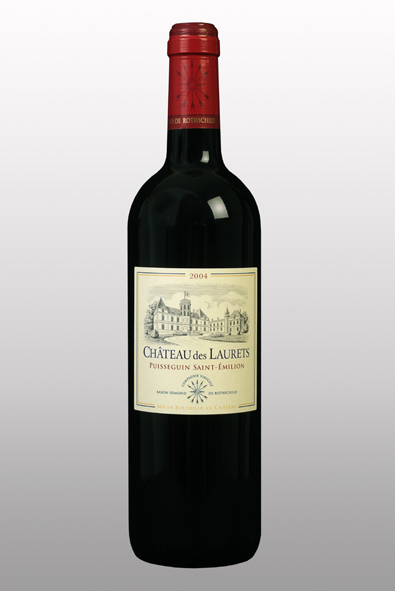
Bouteille de Château des Laurets 2004

Le  Château des Laurets est un vignoble bordelais.

## Histoire
Le domaine du château, alors propriété de Pierre Combret de la Nauze, aurait été l'un des principaux terrains de développement de la révolution agricole dans la région.
Le château de style Napoléon III au milieu du domaine est érigé en 1860. Il est conçu par l'architecte Mialhe.
Château des Laurets est acquis en 2003 par Benjamin et Ariane de Rothschild et associée à la marque Edmond de Rothschild Heritage. L'année suivante, une cuvée élaborée uniquement avec les vieilles vignes du château (1946) est créée.
En 2015, le design de la bouteille est revisité.

## Terroir
Le vignoble des Laurets est installé sur des coteaux exposés plein Sud et laissant apparaître par endroits des affleurements de calcaire. La propriété compte 86 hectares sur deux appellations : Puisseguin-saint-émilion et Montagne-saint-émilion. 

## Vin
La cuvée issue de vieilles vignes composée presque exclusivement de merlot (et un peu de cabernet franc) est élevée en barriques neuves pendant 15 à 18 mois. Le vin est assez opulent, avec des tannins pas encore totalement fondus mais harmonieux. Un nez de fruits rouges (framboise notamment) et des notes toastées/grillées caractérisent ce vin de belle longueur en bouche. 
Le domaine produit entre 200 000 et 270 000 bouteilles de Château des Laurets, et entre 5 000 et 20 000 bouteilles de Château des Laurets Baron.
Le design de l’étiquette a été imaginé par les équipes du Gitana Team.